# Сакагамі Кацукі
Кацукі Сакагамі (яп. 坂上嘉津季; нар. 7 листопада 1992, префектура Тіба) — японська борчиня вільного стилю, бронзова призерка чемпіонату Азії, бронзова призерка Азійських ігор, дворазова володарка Кубків світу.

## Життєпис
Боротьбою почала займатися з 2002 року.
Виступала за борцівський клуб університету Шигакан, префектура Айті. Тренер — Кадзухіто Сакае.

## Спортивні результати на міжнародних змаганнях

### Виступи на Чемпіонатах світу
| Змагання                        | Збірна | Вагова категорія          | Місце |
| ------------------------------- | ------ | ------------------------- | ----- |
| Чемпіонат світу з боротьби 2014 | Японія | жіноча боротьба, до 60 кг | 9     |
| Чемпіонат світу з боротьби 2017 | Японія | жіноча боротьба, до 58 кг | 22    |
| Чемпіонат світу з боротьби 2018 | Японія | жіноча боротьба, до 57 кг | 19    |

### Виступи на Чемпіонатах Азії
| Змагання                       | Збірна | Вагова категорія          | Місце  |
| ------------------------------ | ------ | ------------------------- | ------ |
| Чемпіонат Азії з боротьби 2017 | Японія | жіноча боротьба, до 58 кг | Бронза |

### Виступи на Азійських іграх
| Змагання           | Збірна | Вагова категорія          | Місце  |
| ------------------ | ------ | ------------------------- | ------ |
| Азійські ігри 2018 | Японія | жіноча боротьба, до 57 кг | Бронза |

### Виступи на Кубках світу
| Змагання                    | Збірна | Вагова категорія          | Місце  |
| --------------------------- | ------ | ------------------------- | ------ |
| Кубок світу з боротьби 2014 | Японія | жіноча боротьба, до 60 кг | Золото |
| Кубок світу з боротьби 2018 | Японія | команда                   | Золото |

### Виступи на інших змаганнях
| Змагання                                         | Збірна | Вагова категорія          | Місце  |
| ------------------------------------------------ | ------ | ------------------------- | ------ |
| Гран-прі «Іван Яригін» 2013                      | Японія | жіноча боротьба, до 55 кг | Бронза |
| Золотий Гран-прі з боротьби 2013 (Баку)          | Японія | жіноча боротьба, до 59 кг | Бронза |
| Гран-прі «Іван Яригін» 2014                      | Японія | жіноча боротьба, до 60 кг | 5      |
| Золотий Гран-прі з боротьби 2014 (Баку)          | Японія | жіноча боротьба, до 60 кг | Срібло |
| Гран-прі «Іван Яригін» 2017                      | Японія | жіноча боротьба, до 60 кг | Золото |
| Всеяпонський відкритий чемпіонат з боротьби 2018 | Японія | жіноча боротьба, до 57 кг | Золото |